# جدعون منساه
جدعون منساه (بالإنجليزية: Gideon Mensah) هو لاعب كرة قدم غاني، ولد في 18 يوليو 1998 في غانا. لعب مع نادي ريد بل سالزبورغ.

## وصلات خارجية
- جدعون منساه على موقع قاعدة بيانات كرة القدم.إي يو (الإنجليزية)
- جدعون منساه على موقع ليكيب (الفرنسية)
- جدعون منساه على موقع ناشيونال فوتبول تيمز (الإنجليزية)
- جدعون منساه على موقع Soccerbase.com (لاعب) (الإنجليزية)
- جدعون منساه على موقع Soccerway.com (الإنجليزية)
- جدعون منساه على موقع عالم كرة القدم.نت (الإنجليزية)
- جدعون منساه على موقع AS.com (الإسبانية)